# 烈女祠
烈女祠，位于山西省阳泉市盂县孙家庄镇大吉村水神山，是中华人民共和国山西省文物保护单位之一。
2004年6月10日，授予山西省文物保护单位，是一座古建筑。